# Ry Angon
Le Ry Angon est un petit ruisseau de Belgique, dans le Brabant wallon, affluent de la Dyle en rive droite, donc sous-affluent de l'Escaut par la Rupel. 

## Géographie
Il prend sa source pas loin de Mont-Saint-Guibert, arrose le petit village du Ruchaux, passe par le Bois des Rêves, passe en dessous de la ligne ferroviaire Bruxelles-Namur et se jette dans la Dyle, entre Court-Saint-Étienne et Céroux-Mousty. Son principal affluent est la Malaise.